# 陳中申
陳中申（1956年—），臺灣雲林縣林內鄉人。竹笛演奏家、作曲家、指揮家。曾任臺北市立國樂團團員及指揮、國立臺南藝術大學教授。曾獲教育部文藝創作獎、中華民國十大傑出青年、中興文藝獎音樂獎、金曲獎、國家文藝獎。

## 生平
1956年出生於雲林縣林內鄉，2歲時全家移居彰化縣秀水鄉，小學就讀明正國民小學。11歲起學習竹笛，15歲考入臺灣省立臺中師範專科學校，並加入國樂社。17歲時，用自己創作的笛曲〈山滔〉參加臺灣區音樂比賽決賽，獲得國樂類吹管組高中組第二名。18歲時拜師陳澄雄習長笛，並向賴德和學習音樂理論。
1979年4月7日至1979年7月1日，陳中申參加臺灣電視公司《五燈獎》之〈笛子演奏比賽〉，創下多項紀錄：
1. 第一位獲得五個燈次數最多的男性。
2. 第一位獲得五個燈25分，保送過度（可以一次過五關）。
3. 獲五度五關時間最短，不滿三個月。
4. 在節目中舉行婚禮。[2]

1979年成為臺北市立國樂團團員。
1981年考上東吳大學音樂系，從馬水龍和盧炎主修理論作曲。1981年11月29日，中國廣播公司主辦「第一屆中國現代樂展」首演馬水龍《梆笛協奏曲》，由陳中申獨奏、張大勝指揮台北世紀交響樂團協奏。
1985年回到北市國，擔任推廣組主任及附設青少年國樂團指揮。1989年離開北市國創立「臺北絲竹室內樂團」（第一個華人室內國樂團）。
1992年回北市國擔任副指揮，半年後升任指揮，直到2004年退休。2004年起任教於國立臺南藝術大學國樂系，並於2011年退休。

## 發明
- 陳氏半音笛[1]

## 獲獎
- 1976年，教育部文藝創作獎，笛曲〈搏浪〉[1]
- 1992年，中華民國十大傑出青年[1]
- 1998年，中興文藝獎音樂獎[1]
- 1999年，金曲獎最佳兒童音樂專輯，臺語兒歌《紅田嬰》[1]
- 2009年，傳藝金曲獎最佳兒童音樂專輯，《永遠的兒歌－小球聽國樂 外婆橋》[1]
- 2019年，國家文藝獎[1]

## 外部連結
- 陳中申的Facebook專頁
- YouTube上的〈梆笛協奏曲〉，作曲：馬水龍，指揮：徐頌仁，梆笛：陳中申